# موانا 2
موانا 2 (بالإنجليزية: Moana 2) هو فيلم رسوم متحركة موسيقي ومغامرة أمريكي صدر عام 2024، من إنتاج استوديوهات والت ديزني للرسوم المتحركة. وهو الفيلم الثاني في سلسلة أفلام موانا وتكملة لفيلم موانا (2016)، من اخراج ديفيد ديريك جونيور وجيسون هاند ودانا ليدوكس ميلر، وكتابة ميلر وانتاج جاريد بوش. ويعيد أولي كرافالو ودواين جونسون أدوارهما من الفيلم الأصلي. تدور أحداث الفيلم بعد ثلاث سنوات، ويتتبع لم شمل موانا مع نصف الإله ماوي، وتكوين طاقم بحث للعثور على جزيرة موتوفيتو المفقودة، وكسر لعنتها، وإعادة التواصل بين سكان المحيط.
تم تطوير الجزء الثاني من موانا في الأصل كمسلسل قصير لمنصة ديزني+، ولكن بحلول فبراير 2024، أعيدت صياغته ليصبح تكملة سينمائية. عاد مارك مانسينا وأوبيتايا فوا، مؤلفا الأغاني والمؤلفان المشاركان للفيلم الأول، لتأليف الموسيقى التصويرية والأغاني، بينما حلت أبيجيل بارلو وإميلي بير محل لين مانويل ميراندا كمؤلفتي أغاني إضافيتين.
عُرض فيلم موانا 2 لأول مرة في معهد لانيكوهونوا الثقافي في كابولي، هاواي، في 21 نوفمبر 2024، وأصدرته شركة والت ديزني ستوديوز موشن بيكتشرز في الولايات المتحدة في 27 نوفمبر. حقق الفيلم إيرادات بلغت 1.06 مليار دولار عالميًا، متجاوزًا إيرادات سابقه، ليصبح ثالث أعلى فيلم إيرادات في عام 2024. رُشح لجائزة أفضل فيلم رسوم متحركة في حفل توزيع جوائز غولدن غلوب الثاني والثمانين.

## القصة
بعد ثلاث سنوات من مغامرتها مع نصف الإله ماوي وإلهة الجزيرة تي فيتي، تقضي موانا أيامها في استكشاف جزر أخرى قرب جزيرتها الأم موتونوي، على أمل العثور على أناسٍ على صلة بالمحيط.
في رؤيا، يكشف جدها، توتاي فاسا، عن سبب عدم وجود أيٍّ من هؤلاء الأشخاص: أراد إله العواصف الخبيث نالو السيطرة على البشر، فأغرق جزيرة أسطورية تُدعى موتوفيتو - التي كانت تربط جميع الجزر - في أعماق المحيط. كما حذّر توتاي من انقراض شعب موتوفيتو في المستقبل إذا لم تجد موانا طريقةً لاسترجاع موتوفيتو. فجمعت طاقمًا من موتونوي - الحرفية لوتو، والمؤرخ موني، والمزارع المسن الغاضب كيلي، إلى جانب خنزيرها الأليف وديكها، بوا وهيهي - ليتبعوا مسار مذنب عبر المحيط نحو موتوفيتو.
في هذه الأثناء، يبحث ماوي عن موتوفيتو نفسها لخلافه السابق مع نالو، لكن ماتانجي، مُنفّذة أوامر نالو، تقبض عليه. يتردد ماوي في الاتصال بموانا، خوفًا من عدم نجاتها إذا هبت للمساعدة. تُقبض قبيلة كاكامورا، وهي قبيلة من القراصنة المتوحشين الشبيهين بجوز الهند، على موانا وطاقمها، ويكشفون أن تصرفات نالو ضد موتوفيتو قد تسببت في عزلهم عن جزيرتهم الأم. يُساعد كوتو، أحد أفراد قبيلة كاكامورا، الطاقم على شل حركة صدفة وحشية ضخمة بداخلها وكر ماتانجي. بينما يعثر الطاقم على ماوي، تلتقي موانا بماتانجي وتعلم أنها غير راضية عن خدمة نالو. تساعد ماتانجي موانا على الهروب والالتقاء بماوي وأصدقائها، قبل إرسالهم إلى حيث نالو. يُحذّر ماوي من أن عالم نالو أشدّ فتكًا من عالم البشر، وأنّ قتاله سيُعرّض البشر للموت المحتّم. هاجمت وحوش نالو المجموعة، مُلحقةً أضرارًا بطوفهم، وجرفتهم إلى جزيرة معزولة. بدأت موانا تشعر باليأس، لكن ماوي شجّعها على الاستمرار. بعد استعادة موانا لعافيتها، خططت المجموعة لجعل ماوي يرفع الجزيرة حتى تتمكن موانا من لمسها، فهذه هي الطريقة الوحيدة لاستعادة موتوفيتو وإيقاف نالو. أصلح طاقمها طوفها، لكن عندما انطلقت المجموعة لمواجهة نالو، واجهوا عاصفةً هائلة.
أدركت موانا أن نالو يحاول منع البشر من كسر اللعنة، فطلبت من ماوي رفع الجزيرة بما يكفي لتلمسها. وبينما بدأ ماوي بسحب الجزيرة بخطافه العملاق، جرّد نالو ماوي من قواه شبه الإلهية بصاعقة برق. في لحظة يأس، غاصت موانا في المحيط لتلمس الجزيرة تحت الماء. ما إن نجحت موانا، حتى قتلتها صاعقة نالو. قفز ماوي خلف جثتها، وبترنيمة سحرية، استدعى أرواح توتاي فاسا وأسلاف موانا (بما في ذلك جدتها تالا) الذين ساعدوا في إحيائها كنصف إلهة، وحصلت موانا على وشم دليل الطريق. وبعد أن استعاد ماوي قواه كنصف إله، رفع أخيرًا موتوفيتو وساعد موانا على إعادة ربط الناس بالمحيط.
عاد الطاقم إلى ديارهم في موتونوي، مع أسطول من شعوب المحيط، وأُقيم احتفال على شرف موانا. في مشهد بين شارة النهاية، خطط نالو للانتقام وكان على وشك معاقبة ماتانجي لمساعدتها موانا، عندما وصل السلطعون العملاق تاماتوا للانضمام إليه.

## طاقم الأصوات
- أولي كرافاليو بدور موانا، الابنة الفضولية لزعيم القرية توي وزوجته سينا، التي اختارها المحيط لكسر اللعنة على جزيرة موتوفيتو.
- دواين جونسون بدور ماوي، نصف إله قوي الإرادة ومتغير الشكل يرافق موانا في رحلتها.
- هوالالاي تشونغ بدور موني، عضو في طاقم موانا للمرشدين ومعجب fماوي.
- روز ماتافيو بدور لوتو، حرفية ذكية وغريبة الأطوار عضوة في طاقم موانا للمرشدين.
- ديفيد فين بدور كيلي، مزارع غاضب وعضو في طاقم موانا للمرشدين.
- أوهيماي فريزر بدور ماتانجي، منفذة أوامر نالو التي تتحكم بالخفافيش.
- خاليسي لامبرت-تسودا بدور سيميا، أخت موانا الصغرى.
- تيمويرا موريسون بدور توي، والد موانا، ورئيس جزيرة موتونوي. وعلى عكس الفيلم الأول، حيث كان كريستوفر جاكسون يؤدي صوته الغنائي، يُغني موريسون بنفسه.
- نيكول شيرزينغر بدور سينا، والدة موانا ورئيسة موتونوي
- رايتشل هاوس بدور تالا، والدة توي الراحلة وجدة موانا من أبيها، والتي تعود كروح مانتا راي.
- جيرالد رامزي بدور توتاي فاسا، جد موانا.
- آلان توديك بدور هيهي، ديك موانا الأليف.

بالإضافة إلى ذلك، لبعض أفراد عائلة دواين جونسون أدوار صوتية في الفيلم، بما في ذلك ابنتاه ياسمين وتيانا كعضوتين في نادي معجبي موانا "موانا-بي"، ووالدته آتا مايفيا جونسون بدور قروية. يؤدي توفيجا فيبولياي صوت إله العاصفة والخصم الرئيسي نالو في مشهد منتصف شارة النهاية، والذي يظهر فيه أيضًا سلطعون جوز الهند العملاق تاماتوا من الفيلم الأول، والذي أعاد جيمين كليمنت تمثيله.

## شباك التذاكر
حقق فيلم موانا 2 إيرادات بلغت 460.4 مليون دولار في الولايات المتحدة وكندا، و599.3 مليون دولار في مناطق أخرى، ليصل إجمالي إيراداته إلى 1.06 مليار دولار عالميًا.
في الولايات المتحدة وكندا، كان من المتوقع أن يحقق فيلم موانا 2 إيرادات تتراوح بين 105 و115 مليون دولار خلال عطلة عيد الشكر التي استمرت خمسة أيام. بعد تحقيق 57.8 مليون دولار في يومه الأول (بما في ذلك 13.8 مليون دولار من معاينات ليلة الثلاثاء، وهما أعلى رقم على الإطلاق لفيلم من إنتاج والت ديزني للرسوم المتحركة وإصدار في أسبوع عيد الشكر)، رُفعت تقديرات الأيام الخمسة إلى 175-200 مليون دولار. ثم حقق رقمًا قياسيًا بلغ 28 مليون دولار في عيد الشكر، وهو ما يكاد يضاعف أعلى رقم سابق حققه فيلم فروزن 2 عام 2019 وهو 14.9 مليون دولار. حقق الفيلم إيرادات بلغت 139.8 مليون دولار (وإجمالي 225 مليون دولار على مدار الأيام الخمسة)، محطمًا الرقم القياسي لفيلم فروزن 2 الذي بلغ 130.3 مليون دولار لأفضل عطلة نهاية أسبوع افتتاحية لفيلم من إنتاج والت ديزني للرسوم المتحركة وإصدار في عطلة نهاية الأسبوع لعيد الشكر، بالإضافة إلى مطابقة العرض المحلي بالكامل للفيلم الأول (248.7 مليون دولار). تجاوز إجمالي الإيرادات العالمية في خمسة أيام والبالغ 389 مليون دولار فيلم سوبر ماريو بروز لعام 2023 باعتباره أعلى افتتاح من نوعه لفيلم رسوم متحركة.

## الاستقبال النقدي
على موقع تجميع المراجعات "روتن توميتوز"، 61% من 232 مراجعة نقدية إيجابية، بمتوسط تقييم 5.9/10. وجاء إجماع الموقع على النحو التالي: "يُقدم فيلم موانا 2، الذي ينطلق بقوة من موجة رسوم متحركة مذهلة حتى مع انحراف قصته عن مسارها، مستوىً أقل من الفيلم الأصلي، ولكنه يبقى مُمتعًا كمغامرة نابضة بالحياة." أما موقع ميتاكريتيك، الذي يستخدم المتوسط المرجح، فقد منح الفيلم 58 من 100 تقييم، بناءً على 50 ناقدًا، مما يشير إلى مراجعات "متباينة أو متوسطة". أما الجمهور الذي استطلعت آراءه سينما سكور، فقد منح الفيلم تقييمًا متوسطًا "A-" على مقياس من A+ إلى F (أقل من A الذي حصل عليه الفيلم الأول)، بينما منحه من استطلعت آراءهم بوست تراك تقييمًا إيجابيًا إجماليًا بنسبة 89%، حيث قال 64% إنهم "يوصون به بشدة".

## وصلات خارجية
- الموقع الرسمي
- موانا 2 على موقع IMDb (الإنجليزية)
- موانا 2 على موقع ميتاكريتيك (الإنجليزية)
- موانا 2 على موقع روتن توميتوز (الإنجليزية)
- موانا 2 على موقع قاعدة بيانات الأفلام العربية
- موانا 2 على موقع ألو سيني (الفرنسية)
- موانا 2 على موقع أول موفي (الإنجليزية)
- موانا 2 على موقع فيلمافينيتي (الإسبانية)
- موانا 2 على موقع قاعدة بيانات الأفلام السويدية (السويدية)
- موانا 2 على موقع قاعدة بيانات الفيلم (الإنجليزية)
- موانا 2 على موقع ليتربوكسد (الإنجليزية)